# Airbus Helicopters
A Airbus Helicopters (anteriormente Eurocopter Group), pertencente ao Grupo Airbus, é o principal fabricante de helicópteros civis do mundo. 
Foi fundada em 1992 com o nome de Eurocopter, a partir da fusão das divisões de helicópteros da empresa francesa Aérospatiale e da alemã Messerschmitt-Bölkow-Blohm (MBB), adquirida anos antes pela Daimler-Benz para integrar a Deutsche Aerospace (DASA), antecessora da EADS, atual Airbus Group.
Em janeiro de 2014, a Airbus passou por uma reestruturação organizacional. O Grupo EADS (que controlava a Airbus, a Airbus Military e a Eurocopter) foi extinto e a Eurocopter passou a ser Airbus Helicopters. No Brasil, possui como subsidiária a Helibras, esta sendo localizada na cidade de Itajubá, no sul do estado de Minas Gerais

## Cronologia
| Cronologia Airbus      |                       |                                                  |                                                  |                                                  |                                                  |                                                  |                                                  |                              |                              |                              |                              |                     |
| 18 de dezembro de 1970 | 01 de janeiro de 1992 | 10 de julho de 2000                              | 18 de setembro de 2000                           | Janeiro de 2001                                  | 01 de dezembro de 2006                           | 01 de abril de 2009                              | 17 de setembro de 2010                           | 17 de janeiro de 2014        | 27 de maio de 2015           | 01 de janeiro de 2017        | 12 de abril de 2017          | 12 de abril de 2017 |
|                        |                       | European Aeronautic Defence and Space Company NV | European Aeronautic Defence and Space Company NV | European Aeronautic Defence and Space Company NV | European Aeronautic Defence and Space Company NV | European Aeronautic Defence and Space Company NV | European Aeronautic Defence and Space Company NV | Airbus Group NV              | Airbus Group SE              | Airbus Group SE              | Airbus SE                    |                     |
| Airbus Industrie GIE   | Airbus Industrie GIE  | Airbus Industrie GIE                             | Airbus Industrie GIE                             | Airbus SAS                                       | Airbus SAS                                       | Airbus SAS                                       | Airbus SAS                                       | Airbus SAS                   | Airbus SAS                   |                              | Airbus SE                    |                     |
| Airbus Industrie GIE   | Airbus Industrie GIE  | Airbus Industrie GIE                             | Airbus Industrie GIE                             |                                                  |                                                  | Airbus Military SAS                              | Airbus Military SAS                              | Airbus Defence and Space SAS | Airbus Defence and Space SAS | Airbus Defence and Space SAS | Airbus Defence and Space SAS |                     |
|                        |                       | EADS Defence and Security                        | EADS Defence and Security                        | EADS Defence and Security                        | EADS Defence and Security                        | EADS Defence and Security                        | Cassidian SAS                                    | Airbus Defence and Space SAS | Airbus Defence and Space SAS | Airbus Defence and Space SAS | Airbus Defence and Space SAS |                     |
|                        |                       | Astrium SAS                                      | Astrium SAS                                      | Astrium SAS                                      | EADS Astrium SAS                                 | EADS Astrium SAS                                 | EADS Astrium SAS                                 | Airbus Defence and Space SAS | Airbus Defence and Space SAS | Airbus Defence and Space SAS | Airbus Defence and Space SAS |                     |
|                        | Eurocopter SA         | Eurocopter SA                                    | Eurocopter SAS                                   | Eurocopter SAS                                   | Eurocopter SAS                                   | Eurocopter SAS                                   | Eurocopter SAS                                   | Airbus Helicopters SAS       | Airbus Helicopters SAS       | Airbus Helicopters SAS       | Airbus Helicopters SAS       |                     |
|                        |                       |                                                  |                                                  |                                                  |                                                  |                                                  |                                                  |                              |                              |                              |                              |                     |
|                        |                       |                                                  |                                                  |                                                  |                                                  |                                                  |                                                  |                              |                              |                              |                              |                     |